# Jonaswalde
Jonaswalde es un municipio situado en el distrito de Altenburger Land, en el estado federado de Turingia (Alemania), a una altitud de 190 metros. Su población a finales de 2016 era de unos 300 habitantes y su densidad poblacional, 45 hab/km².
Se encuentra junto a la frontera con el estado de Sajonia. Dentro del distrito, el municipio está asociado a la mancomunidad (Verwaltungsgemeinschaft) de Oberes Sprottental, que tiene su sede en la vecina ciudad de Schmölln. En su territorio se incluye la pedanía de Nischwitz, antiguo municipio incorporado a Jonaswalde en 1974; en dicha pedanía vive algo más de la mitad de la población del actual municipio.
Se conoce la existencia de la localidad ya en documentos de 1181-1214. Antes de la unificación de Turingia en 1920, pertenecía al ducado de Sajonia-Altemburgo.